# Closer to Home
Albums de Grand Funk Railroad
Grand Funk
(1969) Live Album
(1970)
Closer to Home est le troisième album studio de Grand Funk Railroad. Il sort en juillet 1970 chez Capitol Records et est produit par Terry Knight.

## Liste des morceaux
Toutes les chansons sont de Mark Farner.
1. Sin's a Good Man's Brother 4:35
2. Aimless Lady 3:25
3. Nothing Is the Same 5:10
4. Mean Mistreater 4:25
5. Get It Together 5:07
6. I Don't Have to Sing the Blues 4:35
7. Hooked On Love 7:10
8. I'm Your Captain (Closer to Home) 9:47

### Bonus de la réédition de 2002
1. Mean Mistreater" (mixage différent)
2. In Need (live)
3. Heartbreaker (live)
4. Mean Mistreater (live)

## Formation
- Mark Farner : guitare, claviers, chant
- Mel Schacher : basse
- Don Brewer : batterie, chant